# Garammikola
Garammikola (szlovákul: Mikula) Zselíz városrésze, egykor önálló község  Szlovákiában, a Nyitrai kerület Lévai járásában.

## Fekvése
Lévától 23 km-re délre, Zselíz központjától 2 km-re északra, a Garam jobb partján fekszik.

## Története
A települést 1075-ben I. Géza királynak a garamszentbenedeki apátság részére írt adománylevelében említik először. Apátsági birtok, melyet 1293-ban Csák Máté elpusztított. 1434-től a lévai váruradalom része. 1512-től a máriacsaládi pálosoké, 1565-től az esztergomi káptalané. A 18. században az Esterházy család birtoka. 1565-ben malma és 12 adózó portája volt. 1601-ben 29 ház állt a faluban. 1663-ban elpusztította a török. 1720-ban 17 adózója lakta. 1828-ban 69 házában 359 lakos élt, akik mezőgazdasággal foglalkoztak.
Vályi András szerint „Garam Mikola. Magyar falu Bars Várm. földes Ura a’ Religyiói Kintstár, lakosai katolikusok, fekszik Zselízhez közel, és annak filiája, szántó földgye, és réttye termékeny, legelője elég, fája van, piatzozó helye, ’s keresetre módgya Esztergomban, és a’ Dunán.”
Fényes Elek szerint „Garan-Mikola, magyar falu, Bars vármegyében, a Garan mellett: 102 kath., 400 ref. lak., s a ref. fiókegyház a szódói anyához tartozik. Határa igen termékeny, de árvizektől szenved. Birja gr. Eszterházy Józsefnő, s ut. p. Zeliz.”
Bars vármegye monográfiája szerint „Garammikola, a Garamvölgyben fekvő magyar kisközség, 1846, nagyobbára református lakossal. E község a szent-benedeki apátság javára a Géza király által 1075-ben kiállított alapító oklevélben már szerepel. A pápai tizedszedők lajstromában Michela alakban találjuk említve. 1351-ben Lajos király Barachkay Miklós és István javára iktató parancsot ad ki, melyben András nevű mikolai birtokos is említtetik. 1434-ben Lévai Péter kapja Zsigmond királytól adományul, azonban 1466-ban már a Lábatlan családbelieket iktatják be. 1506-ban Haraszti Ferencz és neje bírja, 1512-ben pedig ismét a Lévaiakat uralja, a mikor Lévai Zsigmond és Haraszti Ferencz a mária-családi páloszárdának ajándékozzák. 1565-ben Miksa király egyéb birtokokkal együtt az esztergomi káptalannak adja, de később többen osztozkodnak rajta, ú. m. az elefánti zárda, a királyi közalapítvány és az Eszterházyak. Az 1663-iki török dúlás alatt részben elpusztult. A mult század elején Garam-Mikula néven szerepel. Református temploma 1779-ben épült. Postája, távirója és vasúti állomása Zseliz. Ide tartozik Széplak puszta is.”
1920-ig Bars vármegye Lévai járásához tartozott. 1938 és 1945 között újra Magyarország része volt.
1967-ben csatolták Zselízhez.

## Népessége
1910-ben 710 lakosából 708 magyar és 1 szlovák anyanyelvű volt.

## Nevezetességei
- Református temploma 1779-ben épült. 1810-ben faharanglábjuk is volt.[4]

## Neves emberek
- Garammikolán született 1938. január 16-án Molnár János vallástörténész, lelkész, egyetemi tanár.

## Külső hivatkozások
- Zselíz város honlapja
- E-obce.sk Archiválva 2009. május 20-i dátummal a Wayback Machine-ben
- Községinfó
- Garammikola Szlovákia térképén